# Marsiliana d'Albegna
Marsiliana d'Albegna est une frazione de la commune de Manciano dans la  province de Grosseto en Toscane.

## Histoire
La frazione de Marsiliana d'Albegna est connue pour la découverte dans les débuts du XXe siècle de tombes princières étrusques de la période orientalisante étrusque dans la nécropole de la Banditella. On y a notamment trouvé une tablette en ivoire sur laquelle est gravé un abécédaire de l'alphabet étrusque, le plus ancien qui nous soit connu : la Tablette de Marsiliana.

## Géographie
L'actuelle frazione se trouve à environ 1 km au nord des vestiges de l'habitat antique qui a été détruit par un incendie vers le milieu du VIe siècle av. J.-C. et dont le territoire a par la suite appartenu à la cité de Vulci.
Le site a été hypothétiquement identifié comme la ville à laquelle appartenait l'ager caletranus, cité par les sources romaines, entre les fleuves Fiora et Albegna, dont le nom est normalement transcrit en Caletra.

## Sources
- (it) Cet article est partiellement ou en totalité issu de l’article de Wikipédia en italien intitulé « Marsiliana d'Albegna » (voir la liste des auteurs).